# Sé (Bragança)
Sé ist ein Ort und eine ehemalige Gemeinde (Freguesia) im portugiesischen Kreis Bragança. Die Gemeinde hatte 17.875 Einwohner (Stand 30. Juni 2011). Sie war eine der Innenstadtgemeinden der Stadt Bragança. Hervorstechendes und namensgebendes Bauwerk ist die Sé Velha , die alte Kathedrale von Bragança.
Am 29. September 2013 wurden die Gemeinden Bragança (Sé), Bragança (Santa Maria) und Meixedo zur neuen Gemeinde União das Freguesias de Sé, Santa Maria e Meixedo zusammengeschlossen. Bragança (Sé) ist Sitz dieser neu gebildeten Gemeinde.